# Tetrastichus clypeatus
Tetrastichus clypeatus is een vliesvleugelig insect uit de familie Eulophidae. De wetenschappelijke naam is voor het eerst geldig gepubliceerd in 1925 door Gahan.